# 克拉克陨击坑
克拉克陨击坑(Clark)是火星法厄同区的一座撞击坑，中心坐标位于南纬55.6、西经133.4度处，直径98公里，其名称取自美国天文学家阿尔万·克拉克（1804年-1887年），1973年，被国际天文联合会批准接受。
在陨坑底部可看到沙丘和出现在同一区域的尘暴痕迹，纤细黑色的条纹就是尘暴的痕迹。

## 图集

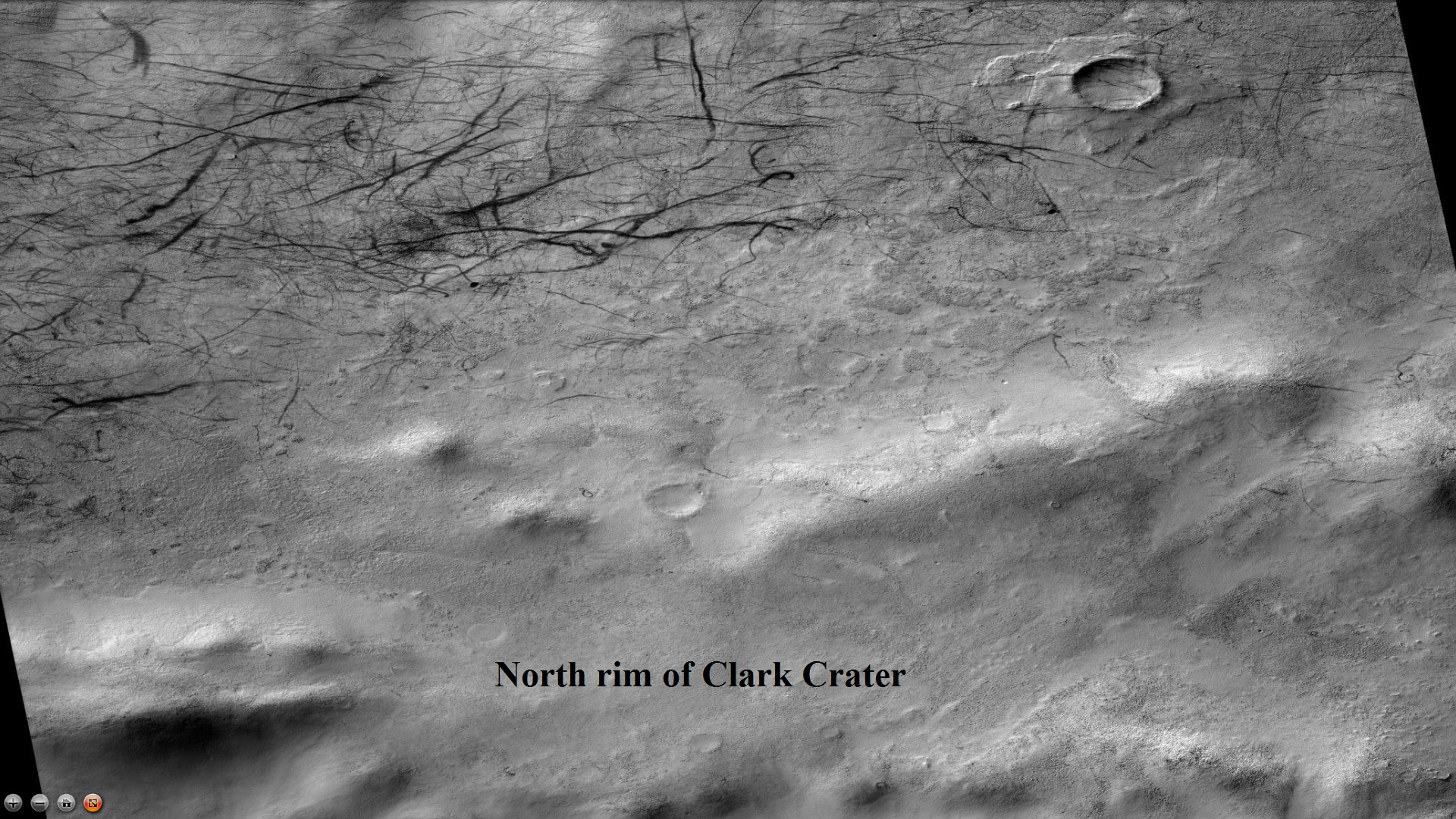
火星勘测轨道飞行器背景相机拍摄的克拉克陨击坑北侧外壁上的尘暴痕迹，注：这是前一幅照片的放大版。
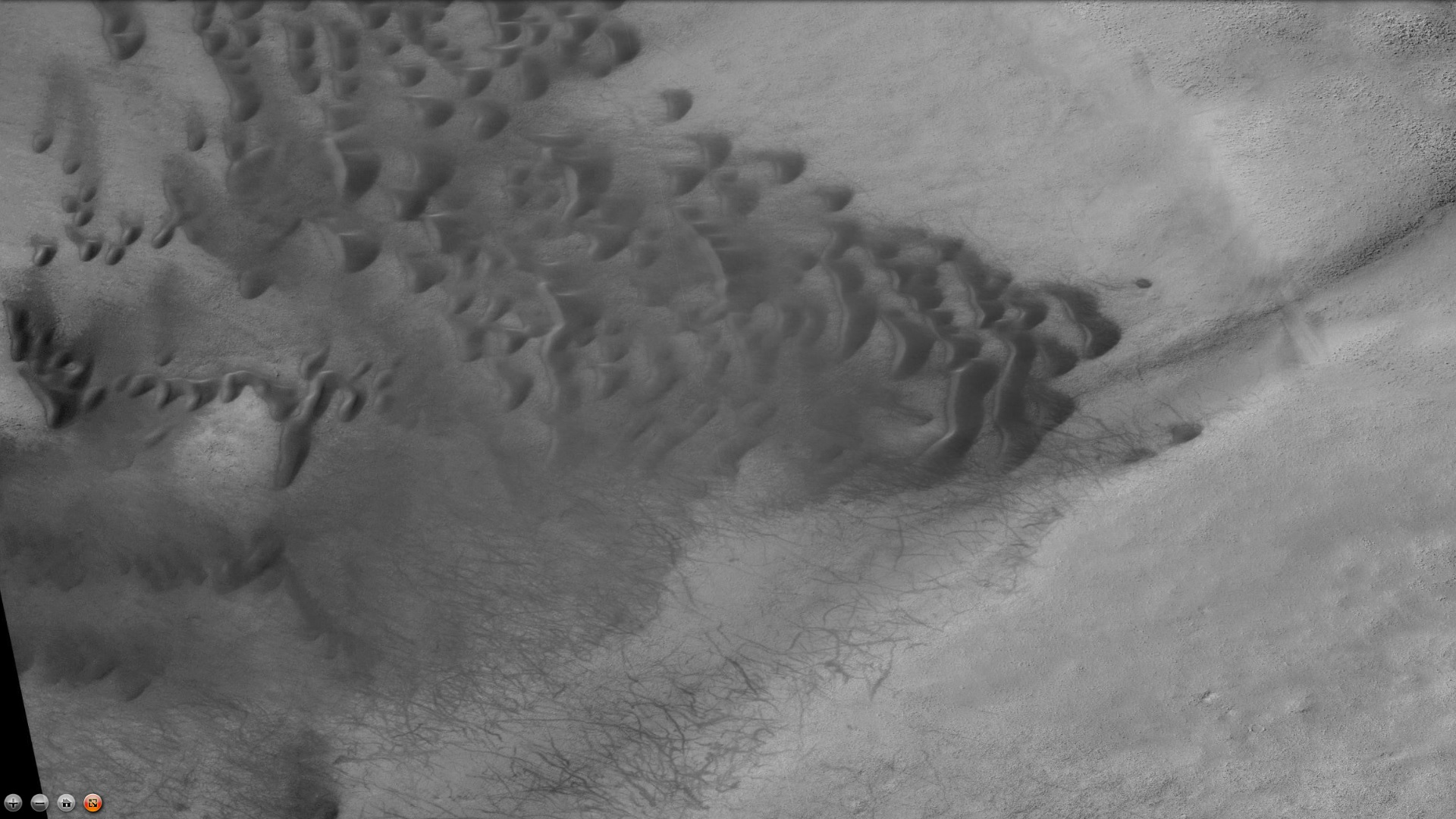
火星勘测轨道飞行器背景相机拍摄的克拉克陨击坑内的沙丘，也可看到一些纤细、黑色的尘暴痕迹。注：这是前一幅照片的放大版。
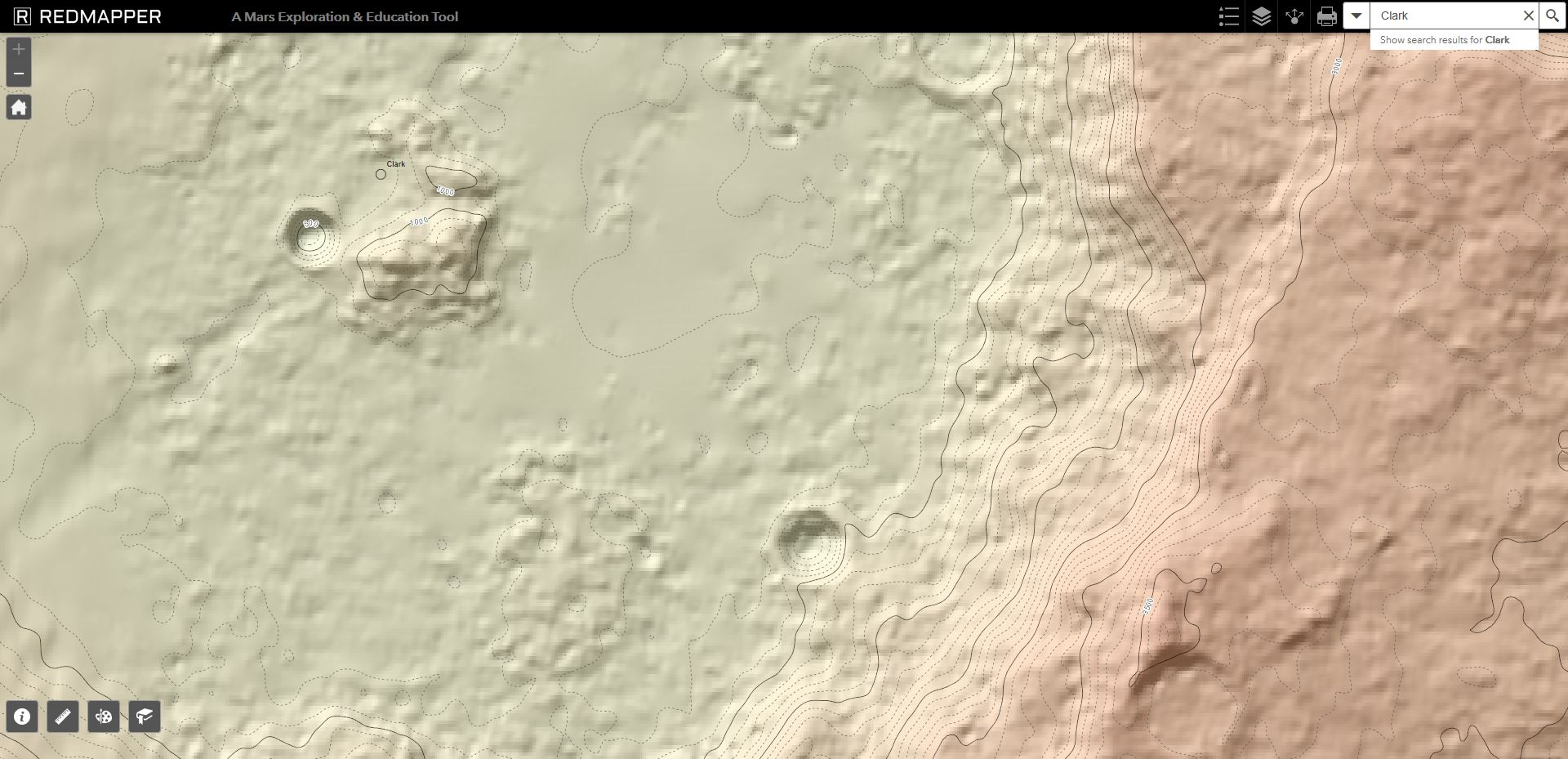
使用火星轨道器激光高度计数据绘制的地形图。该地图以100米等高线（虚线）和500米等高线（粗体）显示了克拉克陨击坑中央峰的相对高度，总高度误差范围为+/-6米。

## 另请查看
- 火星撞击坑